# Reuves
Reuves ist eine französische Gemeinde mit 60 Einwohnern (Stand: 1. Januar 2022) im Département Marne in der Region Grand Est (vor 2016 Champagne-Ardenne). Sie gehört zum Arrondissement Épernay und zum Kanton Sézanne-Brie et Champagne.

## Geografie
Reuves liegt etwa 80 Kilometer ostsüdöstlich des Pariser Stadtzentrums. Umgeben wird Reuves von den Nachbargemeinden Villevenard im Norden, Courjeonnet im Nordosten, Broussy-le-Petit im Osten, Allemant im Süden, Mondement-Montgivroux im Westen und Südwesten sowie Oyes im Westen und Nordwesten.

## Bevölkerungsentwicklung
| Jahr                       | 1962 | 1968 | 1975 | 1982 | 1990 | 1999 | 2006 | 2011 | 2018 |
| -------------------------- | ---- | ---- | ---- | ---- | ---- | ---- | ---- | ---- | ---- |
| Einwohner                  | 76   | 72   | 63   | 70   | 75   | 68   | 60   | 64   | 67   |
| Quellen: Cassini und INSEE |      |      |      |      |      |      |      |      |      |

## Sehenswürdigkeiten

Kirche Saint-Firmin

- Kirche Saint-Firmin